# CARA Brazzaville
El Clube Atletique Renaissance Aiglon Brazzaville o simplemente CARA Brazzaville es un equipo de fútbol de la República del Congo que juega en la Primera División del Congo, la liga mayor de fútbol en el país.

## Historia
Es uno de los equipos más viejos de la República del Congo, fundado en 1935 en la capital Brazzaville, es de los más ganadores en la historia del país con 6 títulos de liga, 3 de copa y un título internacional.
Ha participado siete veces en la Copa Africana de Clubes Campeones, donde ganó la edición de 1974. Además participó dos ocasiones en la Recopa Africana y en 2009 de la Liga de Campeones de la CAF.

## Palmarés

### Torneos nacionales
- Primera División del Congo (6): 1969, 1973, 1975, 1982, 1984, 2008
- Copa del Congo (3): 1981, 1986, 1992

### Torneos internacionales
- Liga de Campeones de la CAF (1): 1974

## Participación en competiciones de la CAF
| Temporada | Torneo                            | Ronda            | Club               | Casa | Visita | Global       |
| --------- | --------------------------------- | ---------------- | ------------------ | ---- | ------ | ------------ |
| 1970      | Copa Africana de Clubes Campeones | Primera Ronda    | Aigle Royal        | 3-0  | 2-5    | 5-5 (v.)     |
| 1970      | Copa Africana de Clubes Campeones | Segunda Ronda    | Englebert          | 2-2  | 0-3    | 2-5          |
| 1973      | Copa Africana de Clubes Campeones | Primera Ronda    | Sports Dynamic     | 1-0  | 2-2    | 3-2          |
| 1973      | Copa Africana de Clubes Campeones | Segunda Ronda    | Léopards de Douala | 1-0  | 0-2    | 1-2          |
| 1974      | Copa Africana de Clubes Campeones | Primera Ronda    | Zalang COC         | 3-1  | 4-0    | 7-1          |
| 1974      | Copa Africana de Clubes Campeones | Segunda Ronda    | Vita Club          | 4-0  | 0-3    | 4-3          |
| 1974      | Copa Africana de Clubes Campeones | Cuartos de final | Djoliba AC         | 3-0  | 0-0    | 3-0          |
| 1974      | Copa Africana de Clubes Campeones | Semifinales      | ASC Jeanne d'Arc   | 4-1  | 2-0    | 6-1          |
| 1974      | Copa Africana de Clubes Campeones | Final            | Ghazl Al-Mehalla   | 4-2  | 2-1    | 6-3          |
| 1975      | Copa Africana de Clubes Campeones | Primera Ronda    | Silures            | 4-0  | 5-4    | 9-4          |
| 1975      | Copa Africana de Clubes Campeones | Segunda Ronda    | Hafia              | 2-0  | 0-2    | 2-2 (3:4 p.) |
| 1976      | Copa Africana de Clubes Campeones | Primera Ronda    | DC Motema Pembe    | 4-0  | 0-2    | 4-2          |
| 1976      | Copa Africana de Clubes Campeones | Segunda Ronda    | Asante Kotoko      | 2-1  | 0-1    | 2-2 (v.)     |
| 1982      | Recopa Africana                   | Primera Ronda    | USM Alger          | 1-0  | 0-2    | 1-2          |
| 1983      | Copa Africana de Clubes Campeones | Primera Ronda    | Dragón             | 6-1  | 2-0    | 8-1          |
| 1983      | Copa Africana de Clubes Campeones | Segunda Ronda    | Asante Kotoko      | 3-2  | 0-2    | 3-4          |
| 1985      | Copa Africana de Clubes Campeones | Primera Ronda    | OC Agaza           | 1-0  | 2-1    | 3-1          |
| 1985      | Copa Africana de Clubes Campeones | Segunda Ronda    | Bilima             | 1-1  | 0-1    | 1-2          |
| 1993      | Recopa Africana                   | Primera Ronda    | Petro Luanda       | 1-0  | 1-3    | 2-3          |
| 2009      | Liga de Campeones de la CAF       | Preliminar       | Primero de Agosto  | 1-2  | 2-5    | 3-7          |
| 2014      | Copa Confederación de la CAF      | Preliminar       | Al-Malakia         | 1-0  | 4-1    | 5-1          |
| 2014      | Copa Confederación de la CAF      | Primera Ronda    | Étoile du Sahel    | 1-0  | 0-3    | 1-3          |
| 2015      | Copa Confederación de la CAF      | Preliminar       | Togo-Port          | 3-3  | 0-2    | 3-5          |
| 2017      | Copa Confederación de la CAF      | Preliminar       | MAS Fez            | 2-0  | 0-3    | 2-3          |
| 2018      | Copa Confederación de la CAF      | Preliminar       | Asante Kotoko      | 1-0  | 0-1    | 1-1 (7:6 p.) |
| 2018      | Copa Confederación de la CAF      | Primera Ronda    | Ben Guerdane       | 3-0  | 1-3    | 4-3          |
| 2018      | Copa Confederación de la CAF      | Segunda Ronda    | Saint-George       | 1-0  | 0-1    | 1-1 (4:3 p.) |
| 2018      | Copa Confederación de la CAF      | Fase de grupos   | Enyimba            | 3-0  | 0-1    | 2° Lugar     |
| 2018      | Copa Confederación de la CAF      | Fase de grupos   | Williamsville AC   | 3-1  | 0-1    | 2° Lugar     |
| 2018      | Copa Confederación de la CAF      | Fase de grupos   | Djoliba AC         | 1-0  | 0-2    | 2° Lugar     |
| 2018      | Copa Confederación de la CAF      | Cuartos de final | Raja Casablanca    | 1-2  | 0-1    | 1-3          |

## Jugadores

### Jugadores destacados
- Cecil Filanckembo
- Tandou Mondesir
- Burnel Okana-Stazi
- Mimille Olfaga Okiele de Borniche
- Mulota Patou Kabangu
- Joël Kimuaki